# بوينغ واي1 (مشروع يلوستون)

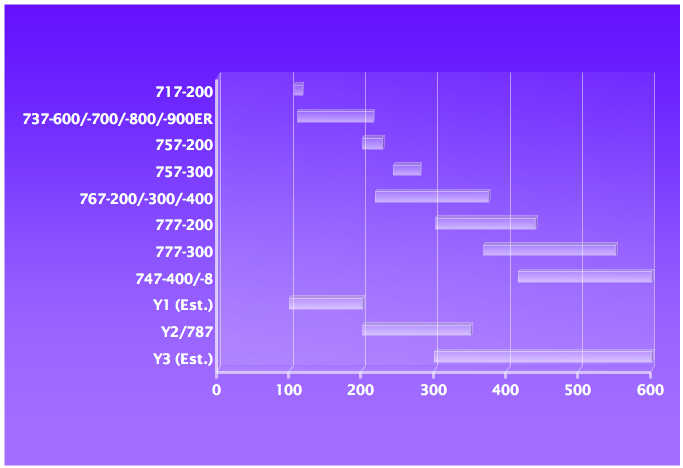

Y1 هو مشروع بوينغ التجارية للطائرات لتحل محل خطوط إنتاج 737-700 و737-800 و737-900 و757-200. كما أنها قد تحل محل خطوط 717 و737-600. Y1 أيضا معروف باسم 737RS («لدراسة استبدال 737».) 

## التطوير
Y1 جزء من مشروع بوينغ يلوستون. انها ستكون طائرة جديدة تماما بدلا من مزيد من مشتقات 737 وسيتم استخدام الكثير من تكنولوجيا الأنظمة والهيكلة والتصميم من 787. التكنولوجيات الجديدة مُتوقع أن يتم عرضها تشمل هياكل الطائرات (aerostructure )المركبة وكفاءة أكثر في استهلاك الوقود للمحركات التوربينية (ومع ذلك، أنواع المحركات الأخرى يجري بحثها). ومن المتوقع أن Y1 سيتميز بمقصورة أوسع من طراز بوينغ 737 أو ايرباص A320، ربما حتى استخدام تصميم الممر المزدوج. على الرغم من أن في الوقت الحاضر المعلومات المتاحة نادرة، يبدو أن الدراسات الأولية تشير إلى أن أي ميزة في التكلفة أكثر من النماذج الحالية ستكون هامشية حتى تكون أحدث تكنولوجيا المحركات متاحة.

### المحركات
شركة سي اف ام الدولية تقترح حاليا محرك جديد خلفا لمحركها سي اف ام 56، والذي يعرف حاليا باسم محرك ليب.
محركات الطيران الدولية لم يتخذ بعد أي مقترحات لمحرك جديد، ولكن مساهمي (IAE شركة رولز رويس و برات اند ويتني يدرسون حاليا اعداد تصاميمهم الخاصة لمحركات المستقبل لY1 وايرباص NSR. برات اند ويتني يقترح استخدام تكنولوجيا التوربينية الموجهة ل Y1 وNSR، في حين أن شركة رولز رويس تقترح ثلاثة ملفات توربينية. لم يعلن الصانع عن اتخاذ قرار بشأن ما إذا كانوا يعتزمون لإنتاج محركاتهم وحدها، أو كجزء من مشروع (IAE) المشترك.

## الحالة الحالية
الأسرة قد تتألف من البدلاء المباشرة من نماذج 737 الحالية، ولكن شركة بوينغ هي أيضا تفحص في احتمال وجود نوعين مختلفين من جسم الطائرة ومقاطع الجناح—واحد يوجد فيه ~ 100 مقعد يمكن استخدامه والأخرى ~ 200 مقعد. [4]
الأسرة Y1 المرجح أن تتنافس مع بومباردييه التي أطلقت مؤخرا بومباردييه سي سيرس (Bombardier CSeries)، من المقرر ان تدخل الخدمة في عام 2013 مع شركة لوفتهانزا. ايرباص تدرس أيضا كل الطائرات القصيرة المدى الجديدة، ويطلق عليها اسم ايرباص NSR، والتي سوف تتنافس أيضا مع Y1.

## وصلات خارجية
- ليس إذا...لكن عندما. الطيران الدولي. 6 يوليو 2005.
- قصة 737 : الدخان والمرايا تجعل 737 غامضة ودراسات استبدال طائرات ايرباص A320. الطيران الدولي. 7 فبراير 2006.
- شركات بوينغ تصل دراسات استبدال 737 بتعيين فريق الطيران الدولية. 3 مارس 2006.
- محركات وأجنحة نظفيه ذلك يطوى : أحلام بوينغ لنفاثات مستقبلية صحيفة سياتل تايمز. 18 مايو 2006.
- فكرة دراسات بوينغ لطائرتين لتحل محل 737 رويترز، في الولايات المتحدة الأمريكية اليوم.  13 سبتمبر 2006.